# Saint-Gabriel-de-Brandon
Saint-Gabriel-de-Brandon är en kommun i provinsen Québec i Kanada. Den ligger i regionen Lanaudière, i den sydöstra delen av landet, 200 km nordost om huvudstaden Ottawa. Antalet invånare var 2 684 vid folkräkningen 2021. Landarean är 99 kvadratkilometer.